# 小田原急行鉄道51形電車
小田原急行鉄道51形電車（おだわらきゅうこうてつどう51がたでんしゃ）は、小田急電鉄の前身である小田原急行鉄道と東京急行電鉄（大東急）で使用されていた電車である。小田急の旅客車両の歴史上で唯一、木造車体を有する車両である。
本項では、以下単に「小田急」と表記した場合は小田原急行鉄道をさすものとする。また、本項では小田急に入線後から東急合併後、相模鉄道（相鉄）に譲渡されるまでについて記述する。

## 登場の経緯
開業当初の小田急は、初期投資の過大や昭和初期の不況の影響もあり、経営は苦しい状態で、従業員の昇給がなく株式配当も無配の状態が6年続く有様であった。
1930年代後半になると、沿線に軍の施設が設けられたこともあり、輸送需要は上向きとなったものの、まだ新車を製造するだけの余裕はなかった。このため、1938年に鉄道省に車両払い下げの申請を行なった結果、モハ1形（旧デハ33500形）3両の払い下げを受けられることになり、入線した車両である。

## 沿革
鉄道省の大井工場で両運転台に改造の上入線し、単行運転から3両編成で運用された。
しかし、木造車体が弛みがちで、また制御機器関係の故障が多く、ダイヤを乱すことが多かったことから、乗務員からは「ギャング」と呼ばれ敬遠されていた。
1941年には全室運転台から半室運転台への改造が行なわれたが、同時に窓の下に鉄枠で補強を行い、さらにその外側に鋼板を張るという簡易鋼体化が行なわれた。1942年には東急に合併されたことから形式がデハ1100形に変更され、全車両が改番された。改番後の車両番号は、元番号に1050を加えたもので、例えばモハ51であればデハ1101となった。
1943年6月、大井町線が二子玉川園から溝ノ口まで延伸されたことに伴い、デハ1101・デハ1102は目蒲線へ、デハ1103は大井町線へ転属した。転属先の線区は架線電圧は小田原線の直流1,500Vと異なり直流600Vであったため、降圧改造を行なった。1944年には東急が経営を受託していた相鉄厚木線の電化に伴い、まず横浜と二俣川の間（直流600Vで電化されていた区間）で使用された。1945年5月にデハ1103が空襲で焼損し休車となったが、残りの2両は同年には直流1,500Vへの昇圧改造が行なわれ、かつて東横線で使用されたキハ1形ガソリンカーを改造したクハ1110形と連結して運用されていた。
1947年5月末で、相鉄の経営委託が解除されたのちに、3両とも正式に相鉄に譲渡された。相鉄では2000系に編入したが、うち2両は鋼体化された。

## 車両一覧
- 鉄道省デハ33515 → モハ1039 → 小田急モハ51 → 東急デハ1101 → 相鉄モハ2001
- 鉄道省デハ33516 → モハ1040 → 小田急モハ52 → 東急デハ1102 → 相鉄モハ2002
- 鉄道省デハ33525 → モハ1049 → 小田急モハ53 → 東急デハ1103 → 相鉄モハ2003